# Poczta Watykańska
Poczta Watykańska (wł. Poste Vaticane) – operator pocztowy działający na terenie Państwa Watykańskiego.
Poczta powstała 11 lutego 1929 po podpisaniu traktatów laterańskich. 1 czerwca 1929 Watykan wstąpił do Światowego Związku Pocztowego. Pocztówki i znaczki Watykańskie mogą być wysyłane tylko z tego państwa (urzędy pocztowe Włoch i San Marino ich nie przyjmują). Poczta wydaje własne znaczki pocztowe, które są bardzo cenione w świecie filatelistyki. Ogólnie dostępne dla pielgrzymów są trzy urzędy pocztowe – dwa na placu Św. Piotra i jeden w Muzeach Watykańskich. Stawki pocztowe są zależne od poczty włoskiej. W ciągu roku poczta watykańska wysyła około 2,5 miliona listów i 7 milionów pocztówek oraz około 20 tysięcy paczek. W 2011 roku z okazji beatyfikacji Jana Pawła II Poczta Polska wraz z Pocztą Watykańską wydały wspólny znaczek pocztowy w nakładzie 1 mln sztuk.